# Karl Julius Schröer

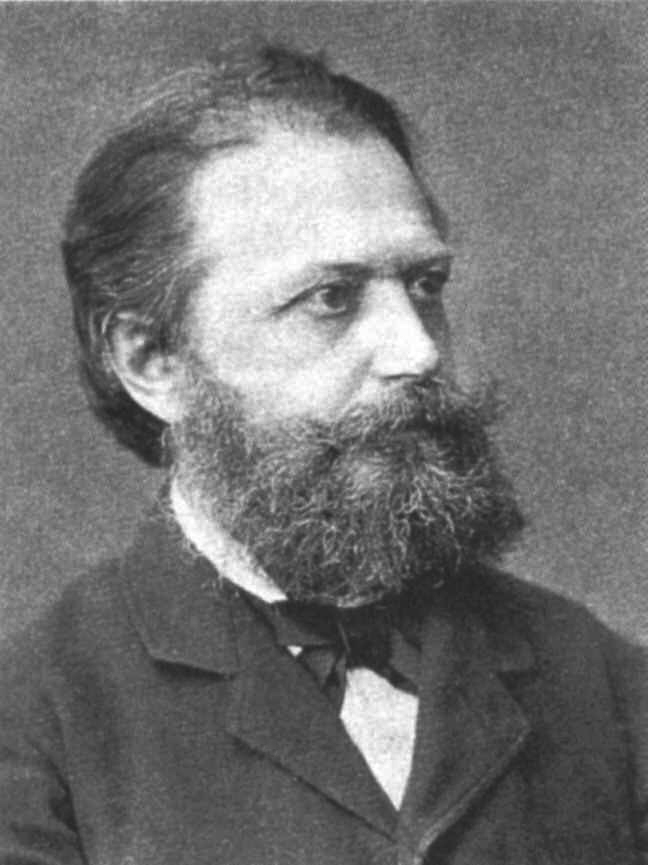
Karl Julius Schröer

Karl Julius Schröer (* 11. Jänner 1825 in Preßburg, Kaisertum Österreich; † 16. Dezember 1900 in Wien) war ein österreichischer Sprach- und Literaturwissenschaftler. Er ist der Sohn des Pädagogen und Schriftstellers Tobias Gottfried Schröer (1791–1850). Schröer war verheiratet mit Hermine von Kohanyi (* 8. Mai 1834; † 28. März 1911).

## Leben
Karl Julius Schröer studierte Literatur und Sprachwissenschaft, unter anderem von 1843 bis 1846 auch in Leipzig, Halle und Berlin. Nach 1849 war er Professor für deutsche Sprache und Literatur in Pest. Dann kehrte er 1851 nach Preßburg zurück und nahm ein Schullehramt an.
Wegen der politischen Entwicklung meinte Karl Julius Schröer Ungarn verlassen zu müssen, und er ging 1860 nach Wien. Er war 1861 bis 1866 Direktor der Vereinigten evangelischen Schulen am Karlsplatz. Im Jahre 1866 wurde er Professor für Literaturgeschichte an der Technischen Hochschule Wien.
In den folgenden Jahren betrieb Schröer die Erforschung des deutschen Volkstums in Ungarn. Im Rahmen dieser Forschungen entdeckte er in unmittelbarer Nähe Preßburgs die volkstümlichen Weihnachtsspiele von Oberufer. Er sammelte Handschriften, stellte textkritische Vergleiche an und veröffentlichte 1857/58 das Buch Deutsche Weihnachtsspiele aus Ungarn. Auf diese Arbeit stützten sich viele, vor allem aber Schröers späterer Schüler in Wien, Rudolf Steiner, der nach dem Ersten Weltkrieg die Freien Waldorfschulen begründete, in denen bis heute die Oberuferer Weihnachtsspiele aufgeführt werden.

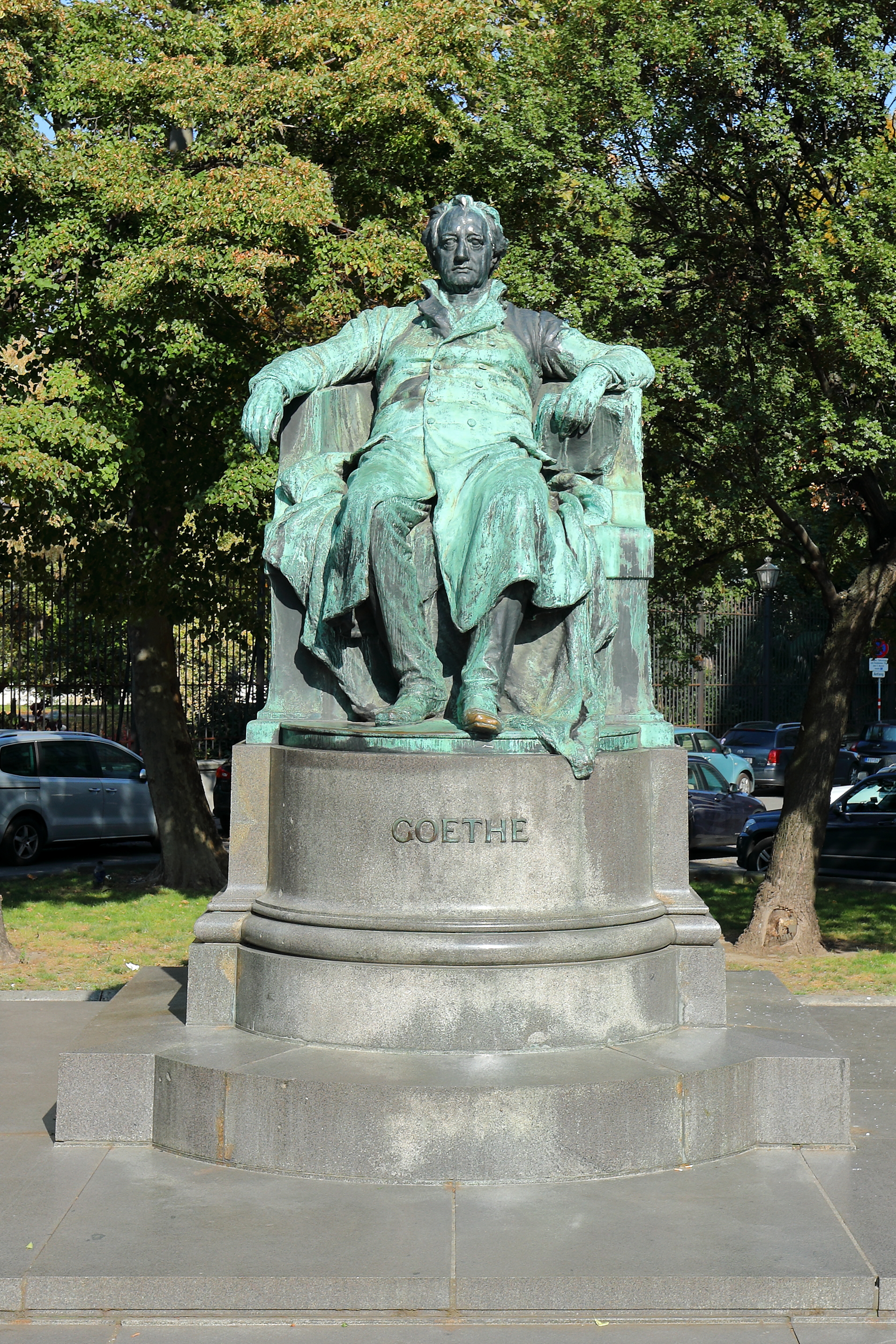
Das von Schröer initiierte Goethedenkmal in Wien

In Wien tat sich Schröer besonders als Goetheforscher hervor. Er war 1878 Mitbegründer des „Wiener Goethevereins“, dessen Chronik er 1886 herausgab. Er kommentierte Goethes Werke und beschäftigte sich besonders mit der Faust-Forschung, die er in einer zweibändigen Faust-Ausgabe darlegte. Goethes Dramen gab er in sechs Bänden heraus. Schließlich bemühte sich Schröer um die Schaffung eines Goethe-Denkmals in Wien; es wurde 1894 öffentlich ausgeschrieben und von Edmund Hellmann geschaffen. Einen Tag vor Schröers Tod konnte es enthüllt werden.
Seine Enkel waren der Maler und Bildhauer Karl Julius Heinrich Revy, der Schauspieler Richard Révy und der Komponist und Dirigent Roderich Mojsisovics von Mojsvár.

## Schriften (in Auswahl)
- Gedichte. Zamarsky, Wien 1856.
- Deutsche Weihnachtsspiele aus Ungarn. Braumüller, Wien 1862.
- Versuch einer Darstellung der deutschen Mundarten des ungrischen Berglandes mit Sprachproben und Erläuterungen. Kaiserliche Akademie der Wissenschaften, Wien 1863.
- Die Laute der deutschen Mund arten des ungrischen Berglandes. Kaiserliche Akademie der Wissenschaften, Wien 1864.
- Wörterbuch der Mundart von Gottschee. Gerold, Wien 1870.
- Alpharts Tod. In neuer Gestalt von Karl Julius Schröer. Reclam, Leipzig 1874.
- Das Bauernhaus mit seiner Einrichtung und seinem Geräthe. K.K. Hof- und Staatsdruckerei, Wien 1874.
- Die Deutschen in Österreich-Ungarn und ihre Bedeutung für die Monarchie. Habel, Berlin 1879.
- Faust von Goethe. Mit Einleitung und fortlaufender Erklärung, herausgegeben von K. J. Schröer. 2 Bde., Verlag Gebr. Henninger, Heilbronn 1881.